# 皮科马约河

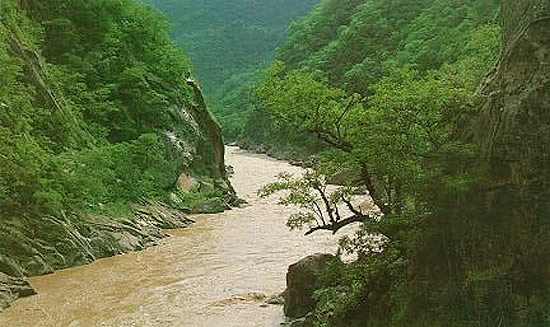
皮科馬約河

皮科马约河（西班牙語：Río Pilcomayo）位于南美洲中部，流经玻利维亚、阿根廷和巴拉圭，是巴拉圭河的支流，流域面积约为27万平方千米。
皮科马约河发源于玻利维亚奥鲁罗省和波托西省之间、波波湖以东的安第斯山脉，向东南流淌穿越丘基萨卡省、塔里哈省、阿根廷福莫萨省和巴拉圭格兰查科平原，最终在亚松森注入巴拉圭河。